# Ciencia del sistema Tierra
En el concepto ciencia del sistema Tierra el término clave es "sistema". Un sistema es un conjunto de partes interdependientes encerradas dentro de unos límites definidos. La ciencia del sistema Tierra busca integrar varios campos de estudio para entender a la Tierra en su manifestación como un sistema. Esta disciplina considera la interacción entre la atmósfera, hidrósfera, litósfera (geosfera), biosfera, y heliosfera.
El Comité de Ciencia del Sistema Tierra de NASA indica que es su objetivo:  "Obtener una comprensión científica de todo el Sistema Tierra a escala global describiendo cómo han evolucionado sus componentes y sus interacciones han evolucionado, cómo funcionan y cómo cabe esperar que continúen en todas las escalas temporales".
En 1996, la Unión Geofísica Americana, en cooperación con el Keck Geology Consortium y con el apoyo de cinco divisiones de la  National Science Foundation, convocaron a un taller "para definir objetivos educativos comunes entre todas las disciplinas de las ciencias de la Tierra." En su informe, los participantes destacaron que, "Los campos que componen las ciencias de la Tierra y el espacio se encuentran continuamente bajo importantes avances que promueven la comprensión de la Tierra como un cierto número de sistemas interrelacionados." Reconociendo la importancia de un enfoque sistémico, el informe del taller recomendó que el currículum de la ciencia del sistema Tierra fuera desarrollado con apoyo de la National Science Foundation.

## Definición
El Carleton College del Centro de Recursos Educativos de la Ciencia, brinda la siguiente definición:
«La ciencia del sistema Tierra abarca la química, física, biología, matemáticas, y ciencias aplicadas trascendiendo las fronteras disciplinarias para tratar a la Tierra como un sistema integrado y busca comprender las interacciones físicas, químicas, biológicas y humanas que determinan los estados pasados, presente y futuros de la Tierra. La ciencia del sistema Tierra proporciona una base física para entender el mundo en el cual vivimos y sobre el cual la humanidad busca alcanzar sustentabilidad.»

## Orígenes
Durante milenios, los seres humanos han especulado sobre cómo se combinan los elementos físicos y vivos en la superficie de la Tierra, y con frecuencia se ha postulado que dioses y diosas encarnan elementos específicos. La idea de que la Tierra está viva era un tema habitual de la filosofía y la religión griegas.
Las primeras interpretaciones científicas del sistema terrestre comenzaron en el campo de la geología, inicialmente en Oriente Medio y China, y se centraron en gran medida en aspectos como la edad de la Tierra y los procesos a gran escala implicados en la formación de las montañas y océanos. A medida que la geología se desarrolló como ciencia, aumentó la comprensión de la interacción de las distintas facetas del sistema terrestre, lo que llevó a la inclusión de factores como el Interior de la Tierra, la geología planetaria y los sistemas vivos.
En muchos aspectos, los conceptos fundacionales de la ciencia del Sistema Tierra pueden verse en la filosofía natural geógrafo del siglo XIX Alexander von Humboldt. En el siglo XX, Vladimir Vernadsky (1863-1945) vio el funcionamiento de la biosfera como una fuerza geológica generadora de un desequilibrio dinámico, que a su vez promovía la diversidad de la vida. 
Paralelamente, el campo de la ciencia de sistemas se estaba desarrollando en otros muchos campos científicos, impulsado en parte por la creciente disponibilidad y potencia de los ordenadores, y conduciendo al desarrollo de modelos climáticos que empezaron a permitir la simulación detallada e interactiva del tiempo y el clima de la Tierra.  La posterior ampliación de estos modelos ha llevado al desarrollo de "modelos del sistema Tierra" (ESM) que incluyen facetas como la criosfera y la biosfera.
En la década de 1980, en 1983 se formó un comité de la NASA denominado Comité de Ciencias del Sistema Terrestre. Los primeros informes del ESSC de la NASA, Earth System Science: Overview (1986), y el libro Earth System Science: Una visión más cercana (1988), constituyen un hito importante en el desarrollo formal de la ciencia del sistema Tierra. Los primeros trabajos que hablaban de la ciencia del sistema Tierra, como estos informes de la NASA, generalmente hacían hincapié en los crecientes impactos humanos sobre el sistema Tierra como motor principal de la necesidad de una mayor integración entre las ciencias de la vida y las geociencias, haciendo que los orígenes de la ciencia del sistema Tierra fueran paralelos a los inicios de los estudios y programas de cambio global.

## Inspiración en la teoría Gaia
Tras numerosas críticas científicas, muchos elementos de la teoría Gaia son considerados a comienzos del siglo XXI dentro de la ciencia ecológica, que básicamente acuerda que el planeta Tierra es el objeto final de estudio ecológico. Por lo general, los ecólogos consideran a la biosfera como un ecosistema y la teoría Gaia, aunque una simplificación de la que se propusiera originalmente, es consistente con la visión moderna de una ecología global, abarcando los conceptos de biosfera y biodiversidad. Para promover la investigación y discusión en estos campos, se creó una organización denominada Gaia Society for Research and Education in Earth System Science (en español: "Sociedad Gaia para la Investigación y Educación en la Ciencia del Sistema Tierra").
Un ejemplo del cambio en la aceptación de las teorías Gaia es la declaración de Ámsterdam de las comunidades científicas de cuatro programas internacionales de investigación de cambios globales;— el International Geosphere-Biosphere Programme (IGBP), el International Human Dimensions Programme sobre Cambio Global del Medio ambiente (IHDP), el World Climate Research Programme (WCRP) y el programa internacional de biodiversidad Diversitas — reconocen que además de la amenaza de un importante cambio climático, existe una preocupación creciente sobre las modificaciones humanas en aumento de otros aspectos del medio ambiente global y las implicancias que ello tensría sobre el bienestar de los seres humanos.
Los programas han afirmado que:

Las investigaciones realizadas durante la última década bajo los auspicios de estos cuatro programas para tratar estos temas han concluido que:
1. El sistema Tierra se comporta como un único sistema auto regulado con componentes físicos, químicos, biológicos y humanos. Las interacciones y realimentaciones entre las partes componentes son complejas y presentan una variabilidad temporal y espacial multi-escala. La comprensión de las dinámicas naturales del sistema Tierra ha avanzado en gran medida en años recientes y son una base firme para evaluar los efectos y consecuencias de los cambios producidos por el hombre.
2. Las actividades humanas están influyendo de manera significativa sobre el medio ambiente de la Tierra de varias formas además de a través de las emisiones de gases de efecto invernadero y el cambio climático. Los cambios antropogénicos del suelo océanos, costas y atmósfera de la Tierra y de la diversidad biológica, el ciclo del agua y ciclos biogeoquímicos en la Tierra son claramente identificables por sobre la variabilidad natural. Igualan a algunas de las fuerzas más poderosas de la naturaleza en su alcance e impacto. El cambio global es real y está sucediendo ahora.
3. El cambio global no puede ser comprendido en término de un simple paradigma de causa y efecto. Los cambios producidos por los humanos y sus actividades causan múltiples efectos en cascada a través del sistema Tierra de maneras complejas. Estos efectos interactúan entre sí y con cambios a nivel de escalas locales y regionales en patrones multidimensionales difíciles de comprender y aún más difíciles de predecir.
4. La dinámica del sistema Tierra se caracteriza por umbrales críticos y cambios abruptos. Las actividades humanas pueden disparar en forma inadvertida este tipo de cambios con consecuencias severas para el medio ambiente de la Tierra y sus habitantes. El sistema Tierra ha operado en diversos estados a lo largo del último millón de años, con ciertas transiciones abruptas (de una década o menos de duración) a veces ocurriendo entre dichos estados. Las actividades humanas poseen el potencial de alterar el sistema Tierra y llevarlo a modos alternativos de operación que pueden llegar a ser irreversibles y menos hospitalarios para los humanos y otras formas de vida. La probabilidad de un cambio abrupto del medio ambiente de la Tierra como consecuencia de acciones humanas aun debe ser cuantificado pero ciertamente no es despreciable.
5. Desde el punto de vista de los parámetros medio ambientales claves, el sistema Tierra se ha desplazado fuera del rango de variabilidad natural que han tenido por lo menos durante el último medio millón de años. La naturaleza de los cambios que ocurren simultáneamente en la actualidad en el sistema Tierra, sus magnitudes y sus ritmos de cambio no tienen precedentes.